# Ива коротконожковая
И́ва коротконо́жковая (лат. Salix brachypoda) — вид лиственных деревьев или кустарников из рода Ива (Salix) семейства Ивовые (Salicaceae).
Применяется на плетенье и как кормовая в районах северо-востока Сибири.
По сведениям The Plant List на 2013 год, название Salix brachypoda (Trautv. & C.A.Mey.) Kom. является синонимом действительного названия Salix rosmarinifolia var. brachypoda (Trautv. & C.A.Mey.) Y.L.Chou.

## Распространение и экология
В природе ареал вида охватывает Восточную Сибирь, Дальний Восток России, Маньчжурию и Корейский полуостров.
Произрастает по болотам, болотистым лугам, в заболоченных долинах, в лесной зоне и лесотундре.

## Ботаническое описание
Кустарник высотой до 1 м. Ветви тонкие, прямые, розговидные, жёлтые и рыжеватые; годовалые густо покрыты белым или золотисто-желтым войлоком, позже голые.
Почки полуяйцевидные, с клювиком, вначале пушистые, потом голые, рыжеватые. Прилистники ланцетные, длиной 3—7 мм, шириной 2—3 мм. Листья скучены на концах ветвей, очерёдные или почти супротивные, эллиптически-продолговатые, эллиптически-ланцетные или ланцетные, длиной 2,5—5,7 см, шириной 0,4—1,5 см, с завороченными краями, цельнокрайные, сверху зелёные, снизу золотисто-желтоватые или сизые, или с обеих сторон серебристо-шелковистые, на очень коротких, шелковистых черешках длиной 1—4 мм.
Серёжки ранние, сидячие или почти сидячие, продолговатые или цилиндрические, густоцветковые, мужские длиной 2—3 см, диаметром 0,6—0,9 см, женские длиной 1—1,5 см, диаметром около 0,5 см. Прицветные чешуйки языковидные и обратнояйцевидные, длиной до 1,5—2 мм, верхняя половина чёрная, волоски золотисто-желтоватые. Тычинки в числе двух, свободные, голые, длиной 4—5 мм, с яйцевидными, желтыми пыльниками. Нектарник одиночный, внутренний, линейный или продолговатый, длиной около 0,6 мм. Завязь яйцевидно-коническая, длиной 2—2,5 мм, желтовато-войлочная; столбик короткий, длиной не более 0,2—0,4 мм; рыльца двух—четырёх-раздельные, длиной 0,4—0,6 мм, прямые или отклонённые.
Плод — коробочка длиной до 4—5 мм.

## Химический состав
Листья собранные в августе (юг Якутии), содержали (от абс. сух. вещ. в проц.): золы 6,1, протеина 13,4, клетчатки 14,7, кальция 1,55, фосфора 0,277.

## Значение и применение
Благоприятно реагирует на выпас. Скотом поедается средне, главным образом побеги. Поедается оленем.

## Таксономия
Вид Ива коротконожковая входит в род Ива (Salix) семейства Ивовые (Salicaceae) порядка Мальпигиецветные (Malpighiales).
|  |                                      |  |                                                             |                                                             |                  |  | ещё 36 семейств (согласно Системе APG II) | ещё 36 семейств (согласно Системе APG II) |                         |  |  |  | ещё более 500 видов |
|  |                                      |  |                                                             |                                                             |                  |  | ещё 36 семейств (согласно Системе APG II) | ещё 36 семейств (согласно Системе APG II) |                         |  |  |  | ещё более 500 видов |
|  |                                      |  |                                                             | порядок Мальпигиецветные                                    |                  |  |                                           |                                           | род Ива                 |  |  |  |                     |
|  |                                      |  |                                                             | порядок Мальпигиецветные                                    |                  |  |                                           |                                           | род Ива                 |  |  |  |                     |
|  | отдел Цветковые, или Покрытосеменные |  |                                                             |                                                             | семейство Ивовые |  |                                           |                                           | вид Ива коротконожковая |  |  |  |                     |
|  | отдел Цветковые, или Покрытосеменные |  |                                                             |                                                             | семейство Ивовые |  |                                           |                                           |                         |  |  |  |                     |
|  |                                      |  | ещё 44 порядка цветковых растений (согласно Системе APG II) | ещё 44 порядка цветковых растений (согласно Системе APG II) |                  |  |                                           | ещё около 57 родов                        | ещё около 57 родов      |  |  |  |                     |
|  |                                      |  |                                                             | ещё 44 порядка цветковых растений (согласно Системе APG II) |                  |  |                                           |                                           | ещё около 57 родов      |  |  |  |                     |